# 2011–2012-es férfi EHF-kupa
A 2011–2012-es férfi EHF-kupa az európai férfi kézilabda-klubcsapatok második legrangosabb tornájának 31. kiírása. Ide azok a csapatok jutottak be, amelyek hazájuk bajnokságában a második helyén, vagy amelyek az EHF-bajnokok ligája csoportkörének harmadik helyén végeztek.

## Lebonyolítás
A sorozat hét körből áll, a döntővel együtt. Az első körtől kezdődően a döntőig oda-visszavágós alapon zajlanak a küzdelmek.

## Első kör

### Részt vevő csapatok
| Klub                             | Nemzetiség |
| -------------------------------- | ---------- |
| HB Dudelange                     | LUX        |
| Initia Hasselt                   | BEL        |
| HC "Olimpus"-85-USEFS            | MDA        |
| OCI Lions                        | NED        |
| Kendrikísz Aszfalisztikísz Laciá | CYP        |
| HC Neistin                       | FRO        |
| KH Kastrioti                     | SRB        |
| HC Sutjeska Niksic               | MNE        |

## Eredmények
| 1. csapat                        | Össz. | 2. csapat          | 1. mérk. | 2. mérk. |
| -------------------------------- | ----- | ------------------ | -------- | -------- |
| HB Dudelange                     | 59–65 | Initia Hasselt     | 30–38    | 29–27    |
| HC "Olimpus-85-USEFS             | 44–73 | OCI Lions          | 20–37    | 24–36    |
| Kendrikísz Aszfalisztikísz Laciá | 42–67 | HC Neistin         | 17–30    | 25–37    |
| KH Kastrioti                     | 52–65 | HC Sutjeska Niksic | 25–35    | 27–30    |

| 2011. szeptember 3. 20:00 | HB Dudelange | 30 – 38     | Inita Hasselt   | Dudelange Nézőszám: 300 Játékvezetők: Schulze, Tönnies (németek) |
| 2011. szeptember 3. 20:00 | Hummel 10    | (12 – 18)   | Cauwenberghs 12 | Dudelange Nézőszám: 300 Játékvezetők: Schulze, Tönnies (németek) |
| 2011. szeptember 3. 20:00 | 5× 3×        | Jegyzőkönyv | 4× 3×           | Dudelange Nézőszám: 300 Játékvezetők: Schulze, Tönnies (németek) |

| 2011. szeptember 10. 20:15 | Initia Hasselt | 27 – 29     | HB Dudelange      | Hasselt Nézőszám: 150 Játékvezetők: Domenico, Fornaiser (olaszok) |
| 2011. szeptember 10. 20:15 | Köhlen 7       | (14 – 9)    | Ameddah, Hummel 7 | Hasselt Nézőszám: 150 Játékvezetők: Domenico, Fornaiser (olaszok) |
| 2011. szeptember 10. 20:15 | 4× 3×          | Jegyzőkönyv | 1× 3×             | Hasselt Nézőszám: 150 Játékvezetők: Domenico, Fornaiser (olaszok) |

| 2011. szeptember 10. 20:00 | HC "Olimpus-85-USEFS"      | 20 – 37     | OCI Lions | Geleen Nézőszám: 400 Játékvezetők: Frieser, Frieser (csehek) |
| 2011. szeptember 10. 20:00 | Chiseilov, Mirogordschii 6 | (7 – 19)    | Meijer 6  | Geleen Nézőszám: 400 Játékvezetők: Frieser, Frieser (csehek) |
| 2011. szeptember 10. 20:00 | 3× 3×                      | Jegyzőkönyv | 6× 3×     | Geleen Nézőszám: 400 Játékvezetők: Frieser, Frieser (csehek) |

| 2011. szeptember 11. 15:00 | OCI Lions | 36 – 24     | HC "Olimpus-85-USEFS" | Geleen Nézőszám: 400 Játékvezetők: Frieser, Frieser (csehek) |
| 2011. szeptember 11. 15:00 | Miricki 9 | (17 – 11)   | Chiseilov 12          | Geleen Nézőszám: 400 Játékvezetők: Frieser, Frieser (csehek) |
| 2011. szeptember 11. 15:00 | 6× 3× 1×  | Jegyzőkönyv | 4× 1×                 | Geleen Nézőszám: 400 Játékvezetők: Frieser, Frieser (csehek) |

| 2011. szeptember 4. 18:00 | Kendrikísz Aszfalisztikísz Laciá            | 17 – 30     | HC Neistin   | Nicosia Nézőszám: 200 Játékvezetők: Cindric, Gonzurek (horvátok) |
| 2011. szeptember 4. 18:00 | Hadjiefrem, Hadjiefrem, Neylor, Pavlídisz 3 | (10 – 12)   | Abrahamsen 7 | Nicosia Nézőszám: 200 Játékvezetők: Cindric, Gonzurek (horvátok) |
| 2011. szeptember 4. 18:00 | 2× 2×                                       | Jegyzőkönyv | 2× 3×        | Nicosia Nézőszám: 200 Játékvezetők: Cindric, Gonzurek (horvátok) |

| 2011. szeptember 11. 19:00 | HC Neistin   | 37 – 25     | Kendrikísz Aszfalisztikísz Laciá | Tórshavn Nézőszám: 350 Játékvezetők: Riga, Thomassen (belgák) |
| 2011. szeptember 11. 19:00 | Hanusarson 9 | (14 – 10)   | Joánu 7                          | Tórshavn Nézőszám: 350 Játékvezetők: Riga, Thomassen (belgák) |
| 2011. szeptember 11. 19:00 | 1× 3×        | Jegyzőkönyv | 3× 3×                            | Tórshavn Nézőszám: 350 Játékvezetők: Riga, Thomassen (belgák) |

| 2011. szeptember 3. 20:00 | KH Kastrioti | 25 – 35     | HC Sutjeska Niksic | Ferizaj Nézőszám: 800 Játékvezetők: Hascik, Otapka (szlovákok) |
| 2011. szeptember 3. 20:00 | Trajkovski 9 | (9 – 21)    | Majić 10           | Ferizaj Nézőszám: 800 Játékvezetők: Hascik, Otapka (szlovákok) |
| 2011. szeptember 3. 20:00 | 7× 3×        | Jegyzőkönyv | 12× 3×             | Ferizaj Nézőszám: 800 Játékvezetők: Hascik, Otapka (szlovákok) |

| 2011. szeptember 10. 19:00 | HC Sutjeska Niksic | 30 – 27     | KH Kastrioti | Nikšić Nézőszám: 300 Játékvezetők: Katsikis, Michalidis (görögök) |
| 2011. szeptember 10. 19:00 | Majić 10           | (14 – 10)   | Dobroshi 7   | Nikšić Nézőszám: 300 Játékvezetők: Katsikis, Michalidis (görögök) |
| 2011. szeptember 10. 19:00 | 4× 3×              | Jegyzőkönyv | 3× 1×        | Nikšić Nézőszám: 300 Játékvezetők: Katsikis, Michalidis (görögök) |

## Második kör

### Részt vevő csapatok
| Klub              | Nemzetiség |
| ----------------- | ---------- |
| SZKIF Krasznodar  | RUS        |
| SZPE Sztróvolosz  | CYP        |
| Eskilstuna Guif   | SWE        |
| SZKA Minszk       | BLR        |
| HC Neistin        | FRO        |
| Madeira SAD       | POR        |
| HC Dinamo-Poltava | UKR        |
| Izmir BSB SK      | TUR        |

| Klub                 | Nemzetiség |
| -------------------- | ---------- |
| Fivers               | AUT        |
| Székelyudvarhelyi KC | ROM        |
| AEK Athens           | GRE        |
| OCI Lions            | NED        |
| HV KRAS/Volendam     | NED        |
| HBC Nantes           | FRA        |
| Pölva Serviti        | EST        |
| Bregenz Handball     | AUT        |

| Klub                        | Nemzetiség |
| --------------------------- | ---------- |
| Nordsjælland Håndbold       | DEN        |
| HC Dukla Praha              | CZE        |
| Balatonfüredi KSE           | HUN        |
| HC Berchem                  | LUX        |
| Cuatro Rayas Valladolid     | ESP        |
| Elverum Handball Herrer     | NOR        |
| Initia Hasselt              | BEL        |
| Fimleikafélag Hafnarfjarðar | ISL        |

| Klub                  | Nemzetiség |
| --------------------- | ---------- |
| RK Crvena Zvezda      | SRB        |
| HC Mojkovac           | MNE        |
| Rk Vardar Skopje      | MKD        |
| HC Izvidac            | BIH        |
| HC Sutjeska Niksic    | MNE        |
| RK Nexe Nasice        | CRO        |
| PAÓK ASZ              | GRE        |
| Tatabánya Carbonex KC | HUN        |

## Eredmények
| 1. csapat               | Össz. | 2. csapat                        | 1. mérk. | 2. mérk. |
| ----------------------- | ----- | -------------------------------- | -------- | -------- |
| SZKIF Krasznodar        | 62–48 | SZPE Sztróvolosz                 | 37–17    | 25–31    |
| Eskilstuna Guif         | 72–63 | SZKA Minszk                      | 39–30    | 33–33    |
| HC Neistin              | 37-65 | Madeira SAD                      | 20-34    | 17-31    |
| HC Dinamo-Poltava       | 60-44 | Izmir BSB SK                     | 29-22    | 31-22    |
| Fivers                  | 62-65 | Székelyudvarhelyi KC             | 32-28    | 30-37    |
| AEK Athens              | 49-53 | OCI Lions                        | 25-27    | 24-26    |
| HV KRAS/Volendam        | 42-57 | HBC Nantes                       | 21-31    | 21-26    |
| Pölva Serviti           | 42-49 | Bregenz Handball                 | 23-26    | 19-23    |
| Nordsjælland Håndbold   | 58-49 | HC Dukla Praha                   | 31-24    | 27-25    |
| Balatonfüredi KSE       | 56-46 | HC Berchem                       | 25-23    | 31-23    |
| Cuatro Rayas Valladolid | 63-53 | Elverum Handball Herrer          | 38-29    | 25-24    |
| Initia Hasselt          | 56-56 | (ig.)Fimleikafélag Hafnarfjarðar | 28-29    | 28-27    |
| RK Crvena Zvezda        | 46-45 | HC Mojkovac                      | 23-21    | 23-24    |
| Rk Vardar Skopje        | 53-54 | HC Izvidac                       | 27-25    | 26-29    |
| HC Sutjeska Niksic      | 46-59 | RK Nexe Nasice                   | 21-29    | 25-30    |
| PAÓK ASZ                | 48-56 | Tatabánya Carbonex KC            | 23-27    | 25-29    |

| 2011. október 9. 17:00 | SZKIF Krasznodar | 37 – 17     | SZPE Sztróvolosz | Krasznodar Nézőszám: 800 Játékvezetők: Jaskins, Zabko (lettek) |
| 2011. október 9. 17:00 | Drjapocsko 9     | (19 – 8)    | Titow 7          | Krasznodar Nézőszám: 800 Játékvezetők: Jaskins, Zabko (lettek) |
| 2011. október 9. 17:00 | 1× 2×            | Jegyzőkönyv | 3× 2×            | Krasznodar Nézőszám: 800 Játékvezetők: Jaskins, Zabko (lettek) |

| 2011. október 15. 18:00 | SZPE Sztróvolosz | 31 – 25     | SZKIF Krasznodar | Nicosia Nézőszám: 400 Játékvezetők: Mitrevski, Tedorovski (macedónok) |
| 2011. október 15. 18:00 | Papakiprianú 11  | (18 – 11)   | Drjapocsko 6     | Nicosia Nézőszám: 400 Játékvezetők: Mitrevski, Tedorovski (macedónok) |
| 2011. október 15. 18:00 | 3× 3×            | Jegyzőkönyv | 6× 3×            | Nicosia Nézőszám: 400 Játékvezetők: Mitrevski, Tedorovski (macedónok) |

| 2011. október 9. 17:00 | Eskilstuna Guif                 | 39 – 30     | SZKA Minszk | Eskilstuna Nézőszám: 800 Játékvezetők: Sivak, Dvorszky (szlovákok) |
| 2011. október 9. 17:00 | Andresson, Tholin, Zachrisson 7 | (21 – 14)   | Kamyshyk 8  | Eskilstuna Nézőszám: 800 Játékvezetők: Sivak, Dvorszky (szlovákok) |
| 2011. október 9. 17:00 | 6× 3×                           | Jegyzőkönyv | 4× 3×       | Eskilstuna Nézőszám: 800 Játékvezetők: Sivak, Dvorszky (szlovákok) |

| 2011. október 15. 16:00 | SZKA Minszk | 33 – 33     | Eskilstuna Guif | Minszk Nézőszám: 400 Játékvezetők: Leszczynszki, Piechota (lengyelek) |
| 2011. október 15. 16:00 | Kniazeu 10  | (15 – 15)   | Aren 9          | Minszk Nézőszám: 400 Játékvezetők: Leszczynszki, Piechota (lengyelek) |
| 2011. október 15. 16:00 | 3× 3×       | Jegyzőkönyv | 5× 3×           | Minszk Nézőszám: 400 Játékvezetők: Leszczynszki, Piechota (lengyelek) |

| 2011. október 8. 19:00 | HC Neistin | 20 – 34     | Madeira SAD      | Tórshavn Nézőszám: 400 Játékvezetők: Kleven, Ramberg (norvégok) |
| 2011. október 8. 19:00 | Hansson 6  | (10 – 19)   | Ferraz, Vieira 6 | Tórshavn Nézőszám: 400 Játékvezetők: Kleven, Ramberg (norvégok) |
| 2011. október 8. 19:00 | 3× 3×      | Jegyzőkönyv | 2×               | Tórshavn Nézőszám: 400 Játékvezetők: Kleven, Ramberg (norvégok) |

| 2011. október 15. 17:00 | Madeira SAD | 31 – 17     | HC Neistin   | Funchal Nézőszám: 150 Játékvezetők: Eversz, Klumsz (belgák) |
| 2011. október 15. 17:00 | Santos 9    | (17 – 8)    | Hanusarson 5 | Funchal Nézőszám: 150 Játékvezetők: Eversz, Klumsz (belgák) |
| 2011. október 15. 17:00 | 2× 2×       | Jegyzőkönyv | 4× 3×        | Funchal Nézőszám: 150 Játékvezetők: Eversz, Klumsz (belgák) |

| 2011. október 12. 18:00 | HC Dinamo-Poltava   | 29 – 22     | Izmir BSB SK | Poltava Nézőszám: 450 Játékvezetők: Rutkovskis, Dzerve (lettek) |
| 2011. október 12. 18:00 | Kovalenko, Peskov 6 | (15 – 9)    | Turan 7      | Poltava Nézőszám: 450 Játékvezetők: Rutkovskis, Dzerve (lettek) |
| 2011. október 12. 18:00 | 5× 2×               | Jegyzőkönyv | 5× 3×        | Poltava Nézőszám: 450 Játékvezetők: Rutkovskis, Dzerve (lettek) |

| 2011. október 14. 18:00 | Izmir BSB SK | 22 – 31     | HC Dinamo-Poltava | Poltava Nézőszám: 400 Játékvezetők: Rutkovskis, Dzerve (lettek) |
| 2011. október 14. 18:00 | Güder 6      | (13 – 13)   | Frolov, Khaukha 7 | Poltava Nézőszám: 400 Játékvezetők: Rutkovskis, Dzerve (lettek) |
| 2011. október 14. 18:00 | 4× 3×        | Jegyzőkönyv | 2× 3×             | Poltava Nézőszám: 400 Játékvezetők: Rutkovskis, Dzerve (lettek) |

| 2011. október 8. 19:30 | Fivers                       | 32 – 28     | Székelyudvarhelyi KC | Bécs Nézőszám: 600 Játékvezetők: Veber, Pangerc (szlovénok) |
| 2011. október 8. 19:30 | Edelmüller, Kirveliavičius 8 | (15 – 13)   | Kuzmanovski 8        | Bécs Nézőszám: 600 Játékvezetők: Veber, Pangerc (szlovénok) |
| 2011. október 8. 19:30 | 5× 3×                        | Jegyzőkönyv | 8× 3× 1×             | Bécs Nézőszám: 600 Játékvezetők: Veber, Pangerc (szlovénok) |

| 2011. október 15. 18:00 | Székelyudvarhelyi KC | 37 – 30     | Fivers  | Székelyudvarhely Nézőszám: 1200 Játékvezetők: Novikov, Perepilitszy (ukránok) |
| 2011. október 15. 18:00 | Mihalcea 8           | (19 – 17)   | Jonas 7 | Székelyudvarhely Nézőszám: 1200 Játékvezetők: Novikov, Perepilitszy (ukránok) |
| 2011. október 15. 18:00 | 4× 2×                | Jegyzőkönyv | 4× 2×   | Székelyudvarhely Nézőszám: 1200 Játékvezetők: Novikov, Perepilitszy (ukránok) |

| 2011. október 8. 18:00 | AEK Athens  | 25 – 27     | OCI Lions  | Lavrio Nézőszám: 500 Játékvezetők: Pavel, State (románok) |
| 2011. október 8. 18:00 | Bakaúkasz 9 | (16 – 15)   | Miricki 11 | Lavrio Nézőszám: 500 Játékvezetők: Pavel, State (románok) |
| 2011. október 8. 18:00 | 1× 3×       | Jegyzőkönyv | 5× 3× 1×   | Lavrio Nézőszám: 500 Játékvezetők: Pavel, State (románok) |

| 2011. október 15. 16:00 | OCI Lions | 26 – 24     | AEK Athens   | Geleen Nézőszám: 1200 Játékvezetők: Pavicevic, Raznatovic (montenegróiak) |
| 2011. október 15. 16:00 | Vernooy 6 | (13 – 9)    | Bakaúkasz 12 | Geleen Nézőszám: 1200 Játékvezetők: Pavicevic, Raznatovic (montenegróiak) |
| 2011. október 15. 16:00 | 6× 3× 1×  | Jegyzőkönyv | 4× 3×        | Geleen Nézőszám: 1200 Játékvezetők: Pavicevic, Raznatovic (montenegróiak) |

| 2011. október 8. 18:00 | Pölva Serviti | 23 – 26     | Bregenz Handball | Polva Nézőszám: 500 Játékvezetők: Sirbu, Suponicov (moldávok) |
| 2011. október 8. 18:00 | Karuse 6      | (12 – 11)   | Mayer 7          | Polva Nézőszám: 500 Játékvezetők: Sirbu, Suponicov (moldávok) |
| 2011. október 8. 18:00 | 2× 2×         | Jegyzőkönyv | 3× 2×            | Polva Nézőszám: 500 Játékvezetők: Sirbu, Suponicov (moldávok) |

| 2011. október 15. 19:00 | Bregenz Handball | 23 – 19     | Pölva Serviti | Bregenz Nézőszám: 900 Játékvezetők: Buache, Meyer (svájciak) |
| 2011. október 15. 19:00 | Mayer 7          | (12 – 11)   | Selge 5       | Bregenz Nézőszám: 900 Játékvezetők: Buache, Meyer (svájciak) |
| 2011. október 15. 19:00 | 5× 3×            | Jegyzőkönyv | 3× 3×         | Bregenz Nézőszám: 900 Játékvezetők: Buache, Meyer (svájciak) |

| 2011. október 8. 19:00 | HV KRAS/Volendam | 21 – 31     | HBC Nantes        | Volendam Nézőszám: 550 Játékvezetők: Mäkinen, Jonsson (svédek) |
| 2011. október 8. 19:00 | Vink 5           | (11 – 13)   | Ekdahl du Rietz 7 | Volendam Nézőszám: 550 Játékvezetők: Mäkinen, Jonsson (svédek) |
| 2011. október 8. 19:00 | 5× 3× 1×         | Jegyzőkönyv | 1× 3× 1×          | Volendam Nézőszám: 550 Játékvezetők: Mäkinen, Jonsson (svédek) |

| 2011. október 15. 20:30 | HBC Nantes | 26 – 21     | HV KRAS/Volendam   | Nantes Nézőszám: 4600 Játékvezetők: Santos, Fonseca (portugálok) |
| 2011. október 15. 20:30 | Sayad 5    | (11 – 8)    | Adams, Van Buren 4 | Nantes Nézőszám: 4600 Játékvezetők: Santos, Fonseca (portugálok) |
| 2011. október 15. 20:30 | 6× 3×      | Jegyzőkönyv | 8× 3× 1×           | Nantes Nézőszám: 4600 Játékvezetők: Santos, Fonseca (portugálok) |

| 2011. október 8. 14:00 | Nordsjælland Håndbold | 31 – 24     | HC Dukla Praha  | Helsingør Nézőszám: 400 Játékvezetők: Eydun Lindenskov, Andreas Falkvard (feröer-szigeteki) |
| 2011. október 8. 14:00 | Jørgensen 7           | (18 – 12)   | Horák, Svitak 5 | Helsingør Nézőszám: 400 Játékvezetők: Eydun Lindenskov, Andreas Falkvard (feröer-szigeteki) |
| 2011. október 8. 14:00 | 1× 2×                 | Jegyzőkönyv | 2× 2×           | Helsingør Nézőszám: 400 Játékvezetők: Eydun Lindenskov, Andreas Falkvard (feröer-szigeteki) |

| 2011. október 15. 16:30 | HC Dukla Praha | 25 – 27     | Nordsjælland Håndbold | Nove Veseli Nézőszám: 300 Játékvezetők: Dzaferópulosz, Bétman (görögök) |
| 2011. október 15. 16:30 | Mráz 6         | (17 – 11)   | Jensen 8              | Nove Veseli Nézőszám: 300 Játékvezetők: Dzaferópulosz, Bétman (görögök) |
| 2011. október 15. 16:30 | 3× 3×          | Jegyzőkönyv | 1× 3× 1×              | Nove Veseli Nézőszám: 300 Játékvezetők: Dzaferópulosz, Bétman (görögök) |

| 2011. október 16. 18:00 | Balatonfüredi KSE | 25 – 23     | HC Berchem | Balatonfüred Nézőszám: 500 Játékvezetők: Argyridis, Mouttas (ciprusiak) |
| 2011. október 16. 18:00 | Tombor 7          | (11 – 9)    | Pascutoi 5 | Balatonfüred Nézőszám: 500 Játékvezetők: Argyridis, Mouttas (ciprusiak) |
| 2011. október 16. 18:00 | 5× 3×             | Jegyzőkönyv | 4× 3× 1×   | Balatonfüred Nézőszám: 500 Játékvezetők: Argyridis, Mouttas (ciprusiak) |

| 2011. október 8. 20:00 | HC Berchem | 23 – 31     | Balatonfüredi KSE | Crauthem Nézőszám: 350 Játékvezetők: Di Domenico, Fornasier (olaszok) |
| 2011. október 8. 20:00 | Sarac 6    | (11 – 15)   | Zdolik 11         | Crauthem Nézőszám: 350 Játékvezetők: Di Domenico, Fornasier (olaszok) |
| 2011. október 8. 20:00 | 1× 3×      | Jegyzőkönyv | 5× 3×             | Crauthem Nézőszám: 350 Játékvezetők: Di Domenico, Fornasier (olaszok) |

| 2011. október 8. 20:00 | Cuatro Rayas Valladolid | 38 – 29     | Elvrum Handball Herrer | Valladolid Nézőszám: 2500 Játékvezetők: Dennis Engkebølle, Anders Kaerlund (dánok) |
| 2011. október 8. 20:00 | Cutura, Nikčević 8      | (19 – 13)   | Rambo 7                | Valladolid Nézőszám: 2500 Játékvezetők: Dennis Engkebølle, Anders Kaerlund (dánok) |
| 2011. október 8. 20:00 | 2× 3×                   | Jegyzőkönyv | 3× 3×                  | Valladolid Nézőszám: 2500 Játékvezetők: Dennis Engkebølle, Anders Kaerlund (dánok) |

| 2011. október 16. 18:00 | Elverum Handball Herrer | 24 – 25     | Cuatro Rayas Valladolid | Elverum Nézőszám: 1600 Játékvezetők: Malasinskas, Grigalionis (litvánok) |
| 2011. október 16. 18:00 | Rönnberg 7              | (10 – 12)   | Joli 8                  | Elverum Nézőszám: 1600 Játékvezetők: Malasinskas, Grigalionis (litvánok) |
| 2011. október 16. 18:00 | 4× 3×                   | Jegyzőkönyv | 5× 3×                   | Elverum Nézőszám: 1600 Játékvezetők: Malasinskas, Grigalionis (litvánok) |

| 2011. október 9. 15:00 | Initia Hasselt | 28 – 29     | Fimleikafélag Hafnarfjarðar | Hasselt Nézőszám: 500 Játékvezetők: Skruzny (cseh), Kavulic (szlovák) |
| 2011. október 9. 15:00 | Cauwenberghs 6 | (12 – 18)   | Gústafsson 6                | Hasselt Nézőszám: 500 Játékvezetők: Skruzny (cseh), Kavulic (szlovák) |
| 2011. október 9. 15:00 | 4× 3×          | Jegyzőkönyv | 4× 3× 1×                    | Hasselt Nézőszám: 500 Játékvezetők: Skruzny (cseh), Kavulic (szlovák) |

| 2011. október 16. 19:30 | Fimleikafélag Hafnarfjarðar | 27 – 28     | Initia Hasselt     | Hafnarfjörður Nézőszám: 700 Játékvezetők: Bol, Van Eck (hollandok) |
| 2011. október 16. 19:30 | Bjarkason, Porsteinsson 5   | (15 – 8)    | Graf, Houbrechts 7 | Hafnarfjörður Nézőszám: 700 Játékvezetők: Bol, Van Eck (hollandok) |
| 2011. október 16. 19:30 | 3× 3×                       | Jegyzőkönyv | 4× 3×              | Hafnarfjörður Nézőszám: 700 Játékvezetők: Bol, Van Eck (hollandok) |

| 2011. október 8. 18:00 | RK Crvena Zvezda | 23 – 21     | HC Mojkovac | Belgrád Nézőszám: 300 Játékvezetők: Bashev, Kosztov (bolgárok) |
| 2011. október 8. 18:00 | Nadoveza 5       | (11 – 9)    | Dapčević 8  | Belgrád Nézőszám: 300 Játékvezetők: Bashev, Kosztov (bolgárok) |
| 2011. október 8. 18:00 | 1× 3×            | Jegyzőkönyv | 8× 3×       | Belgrád Nézőszám: 300 Játékvezetők: Bashev, Kosztov (bolgárok) |

| 2011. október 15. 18:00 | HC Mojkovac  | 24 – 23     | RK Crvena Zvezda | Bijelo Polje Nézőszám: 2000 Játékvezetők: Bonifert, Oláh (magyarok) |
| 2011. október 15. 18:00 | Ljubojević 6 | (11 – 12)   | Živković 6       | Bijelo Polje Nézőszám: 2000 Játékvezetők: Bonifert, Oláh (magyarok) |
| 2011. október 15. 18:00 | 8× 3×        | Jegyzőkönyv | 6× 2×            | Bijelo Polje Nézőszám: 2000 Játékvezetők: Bonifert, Oláh (magyarok) |

| 2011. október 8. 18:00 | Rk Vardar Skopje | 27 – 25     | HC Izvidac         | Szkopje Nézőszám: 800 Játékvezetők: Erdogan, Özdeniz (törökök) |
| 2011. október 8. 18:00 | Vujović 7        | (12 – 13)   | Malinović, Tomić 5 | Szkopje Nézőszám: 800 Játékvezetők: Erdogan, Özdeniz (törökök) |
| 2011. október 8. 18:00 | 2× 3×            | Jegyzőkönyv | 4× 3×              | Szkopje Nézőszám: 800 Játékvezetők: Erdogan, Özdeniz (törökök) |

| 2011. október 15. 19:00 | HC Izvidac | 29 – 26     | Rk Vardar Skopje | Ljubuski Nézőszám: 800 Játékvezetők: Hajek, Macho (csehek) |
| 2011. október 15. 19:00 | Matić 9    | (12 – 13)   | Marković 8       | Ljubuski Nézőszám: 800 Játékvezetők: Hajek, Macho (csehek) |
| 2011. október 15. 19:00 | 3×         | Jegyzőkönyv | 1× 3×            | Ljubuski Nézőszám: 800 Játékvezetők: Hajek, Macho (csehek) |

| 2011. október 15. 19:00 | HC Sutjeska Niksic | 21 – 29     | RK Nexe Nasice | Nasice Nézőszám: 500 Játékvezetők: Kouz, Zhoba (ukránok) |
| 2011. október 15. 19:00 | Majić, Nikolić 4   | (10 – 16)   | Velić 6        | Nasice Nézőszám: 500 Játékvezetők: Kouz, Zhoba (ukránok) |
| 2011. október 15. 19:00 | 8× 3×              | Jegyzőkönyv | 5× 3×          | Nasice Nézőszám: 500 Játékvezetők: Kouz, Zhoba (ukránok) |

| 2011. október 16. 19:00 | RK Nexe Nasice | 30 – 25     | HC Sutjeska Niksic | Nasice Nézőszám: 400 Játékvezetők: Kouz, Zhoba (ukránok) |
| 2011. október 16. 19:00 | Kedžo 7        | (16 – 11)   | Dodić 10           | Nasice Nézőszám: 400 Játékvezetők: Kouz, Zhoba (ukránok) |
| 2011. október 16. 19:00 | 6× 3×          | Jegyzőkönyv | 11× 2×             | Nasice Nézőszám: 400 Játékvezetők: Kouz, Zhoba (ukránok) |

| 2011. október 8. 18:00 | PAÓK ASZ   | 23 – 27     | Tatabánya Carbonex KC | Szaloniki Nézőszám: 400 Játékvezetők: Kaveshnikov, Plotnikov (oroszok) |
| 2011. október 8. 18:00 | Cakírisz 7 | (10 – 13)   | Harsányi 11           | Szaloniki Nézőszám: 400 Játékvezetők: Kaveshnikov, Plotnikov (oroszok) |
| 2011. október 8. 18:00 | 3× 3×      | Jegyzőkönyv | 5× 2×                 | Szaloniki Nézőszám: 400 Játékvezetők: Kaveshnikov, Plotnikov (oroszok) |

| 2011. október 16. 19:00 | Tatabánya Carbonex KC | 29 – 25     | PAÓK ASZ   | Tatabánya Nézőszám: 600 Játékvezetők: Pandzic, Satordzija (bosnyákok) |
| 2011. október 16. 19:00 | Iváncsik, Pordán 5    | (17 – 6)    | Cakírisz 6 | Tatabánya Nézőszám: 600 Játékvezetők: Pandzic, Satordzija (bosnyákok) |
| 2011. október 16. 19:00 | 9× 3×                 | Jegyzőkönyv | 5× 3×      | Tatabánya Nézőszám: 600 Játékvezetők: Pandzic, Satordzija (bosnyákok) |

## Harmadik kör

### Részt vevő csapatok
| Klub                  | Nemzetiség |
| --------------------- | ---------- |
| Nordsjælland Håndbold | DEN        |
| Szungul Sznyezsinszk  | RUS        |
| HBC Nantes            | FRA        |
| Dinama Minszk         | BLR        |
| Madeira SAD           | POR        |
| Tatran Prešov         | SVK        |
| Pfadi Winterthur      | SUI        |
| Eskilstuna Guif       | SWE        |

| Klub                        | Nemzetiség |
| --------------------------- | ---------- |
| Skjern Håndbold             | DEN        |
| HC Dinamo-Poltava           | UKR        |
| RK Crvena Zvezda            | SRB        |
| FC Porto Vitalis            | POR        |
| SZKIF Krasznodar            | RUS        |
| Maccabi Srugo Rishon Lezion | ISR        |
| RK Nexe Nasice              | CRO        |
| Beşiktaş JK                 | TUR        |

| Klub                        | Nemzetiség |
| --------------------------- | ---------- |
| Tatabánya Carbonex KC       | HUN        |
| Frisch Auf Göppingen        | GER        |
| Dunkerque HB Grand Littoral | FRA        |
| Balatonfüredi KSE           | HUN        |
| Bregenz Handball            | AUT        |
| Fraikin BM. Granollers      | ESP        |
| Székelyudvarhelyi KC        | ROM        |
| Haslum HK                   | NOR        |

| Klub                        | Nemzetiség |
| --------------------------- | ---------- |
| SC Magdeburg                | GER        |
| HC Izvidac                  | BIH        |
| Fimleikafélag Hafnarfjarðar | ISL        |
| Saint Raphael Var Handball  | FRA        |
| Rhein-Neckar Löwen          | GER        |
| OCI Lions                   | NED        |
| RK Gorenje Velenje          | SLO        |
| Cuatro Rayas Valladolid     | ESP        |

## Eredmények
| 1. csapat                   | Össz. | 2. csapat                   | 1. mérk. | 2. mérk. |
| --------------------------- | ----- | --------------------------- | -------- | -------- |
| Nordsjælland Håndbold       | 57–56 | Szungul Sznyezsinszk        | 37–33    | 20–23    |
| HBC Nantes                  | 65–66 | Dinama Minszk               | 28–32    | 37–34    |
| Madeira SAD                 | 43–51 | Tatran Prešov               | 24–24    | 19–27    |
| Pfadi Winterthur            | 52–53 | Eskilstuna Guif             | 35–27    | 17–26    |
| Skjern Håndbold             | 54–47 | HC Dinamo-Poltava           | 33–21    | 21–26    |
| RK Crvena Zvezda            | 49–56 | FC Porto Vitalis            | 28–25    | 21–31    |
| SZKIF Krasznodar            | 56–58 | Maccabi Srugo Rishon Lezion | 27–23    | 29–35    |
| RK Nexe Nasice              | 60–48 | Beşiktaş JK                 | 31–19    | 29–29    |
| Dunkerque HB Grand Littoral | 56–48 | Balatonfüredi KSE           | 30–21    | 26–27    |
| Tatabánya Carbonex KC       | 51–62 | Frisch Auf Göppingen        | 26–28    | 25–34    |
| Bregenz Handball            | 51–60 | Fraikin BM. Granollers      | 26–27    | 25–33    |
| Székelyudvarhelyi KC        | 72–61 | Haslum HK                   | 39–28    | 33–33    |
| SC Magdeburg                | 76–51 | HC Izvidac                  | 48–24    | 28–27    |
| Fimleikafélag Hafnarfjarðar | 46–64 | Saint Raphael Var Handball  | 20–29    | 26–35    |
| Rhein-Neckar Löwen          | 80–57 | OCI Lions                   | 42–30    | 38–27    |
| RK Gorenje Velenje          | 60–58 | Cuatro Rayas Valladolid     | 33–23    | 27–35    |

| 2011. november 27. 16:00 | Nordsjælland Håndbold | 37 – 33     | Szungul Sznyezsinszk | Helsingør Nézőszám: 250 Játékvezetők: Cvetko, Kavalar (szlovénok) |
| 2011. november 27. 16:00 | Bramming 9            | (15 – 19)   | Kuzmin, Morozov 8    | Helsingør Nézőszám: 250 Játékvezetők: Cvetko, Kavalar (szlovénok) |
| 2011. november 27. 16:00 | 4× 3×                 | Jegyzőkönyv | 3× 2×                | Helsingør Nézőszám: 250 Játékvezetők: Cvetko, Kavalar (szlovénok) |

| 2011. december 4. 14:00 | Szungul Sznyezsinszk | 23 – 20     | Nordsjælland Håndbold | Sznyezsinszk Nézőszám: 1200 Játékvezetők: Leszczynski, Piechota (lengyelek) |
| 2011. december 4. 14:00 | Inyakin 6            | (13 – 10)   | Koch-Hansen 4         | Sznyezsinszk Nézőszám: 1200 Játékvezetők: Leszczynski, Piechota (lengyelek) |
| 2011. december 4. 14:00 | 2× 3×                | Jegyzőkönyv | 3× 3× 1×              | Sznyezsinszk Nézőszám: 1200 Játékvezetők: Leszczynski, Piechota (lengyelek) |

| 2011. november 26. 20:30 | HBC Nantes     | 28 – 32     | Dinama Minszk | Nantes Nézőszám: 2450 Játékvezetők: San Jose, Rodriguez (spanyolok) |
| 2011. november 26. 20:30 | Rivera Folch 8 | (14 – 15)   | Babicsev 8    | Nantes Nézőszám: 2450 Játékvezetők: San Jose, Rodriguez (spanyolok) |
| 2011. november 26. 20:30 | 5× 3×          | Jegyzőkönyv | 8× 3× 1×      | Nantes Nézőszám: 2450 Játékvezetők: San Jose, Rodriguez (spanyolok) |

| 2011. december 4. 14:00 | Dinama Minszk     | 34 – 37     | HBC Nantes | Minszk Nézőszám: 2000 Játékvezetők: Harabagiu, Stanescu (románok) |
| 2011. december 4. 14:00 | Brouka, Rutenka 7 | (18 – 20)   | Pribak 9   | Minszk Nézőszám: 2000 Játékvezetők: Harabagiu, Stanescu (románok) |
| 2011. december 4. 14:00 | 3× 1×             | Jegyzőkönyv | 5× 3×      | Minszk Nézőszám: 2000 Játékvezetők: Harabagiu, Stanescu (románok) |

| 2011. november 26. 17:00 | Madeira SAD | 24 – 24     | Tatran Prešov | Funchal Nézőszám: 500 Játékvezetők: Mata, Lopez (spanyolok) |
| 2011. november 26. 17:00 | Vieira 7    | (17 – 12)   | Antl 6        | Funchal Nézőszám: 500 Játékvezetők: Mata, Lopez (spanyolok) |
| 2011. november 26. 17:00 | 7× 3×       | Jegyzőkönyv | 6× 3×         | Funchal Nézőszám: 500 Játékvezetők: Mata, Lopez (spanyolok) |

| 2011. december 3. 18:00 | Tatran Prešov      | 27 – 19     | Madeira SAD | Eperjes Nézőszám: 3950 Játékvezetők: Veber, Pangerc (szlovénok) |
| 2011. december 3. 18:00 | Antl, Krištopāns 5 | (13 – 9)    | Silva 6     | Eperjes Nézőszám: 3950 Játékvezetők: Veber, Pangerc (szlovénok) |
| 2011. december 3. 18:00 | 3× 3× 1×           | Jegyzőkönyv | 2× 3×       | Eperjes Nézőszám: 3950 Játékvezetők: Veber, Pangerc (szlovénok) |

| 2011. november 26. 18:00 | Pfadi Winterthur | 35 – 27     | Eskilstuna Guif | Frauenfeld Nézőszám: 800 Játékvezetők: Togstad, Kristiansen (norvégok) |
| 2011. november 26. 18:00 | Svajlen 9        | (17 – 13)   | Zachrisson 9    | Frauenfeld Nézőszám: 800 Játékvezetők: Togstad, Kristiansen (norvégok) |
| 2011. november 26. 18:00 | 3× 3×            | Jegyzőkönyv | 4× 2×           | Frauenfeld Nézőszám: 800 Játékvezetők: Togstad, Kristiansen (norvégok) |

| 2011. december 4. 16:00 | Eskilstuna Guif    | 26 – 17     | Pfadi Winterthur | Eskilstuna Nézőszám: 1300 Játékvezetők: Sigurjónsson, Petursson (izlandiak) |
| 2011. december 4. 16:00 | Aren, Zachrisson 8 | (15 – 9)    | Svajlen 7        | Eskilstuna Nézőszám: 1300 Játékvezetők: Sigurjónsson, Petursson (izlandiak) |
| 2011. december 4. 16:00 | 1× 3×              | Jegyzőkönyv | 3× 3×            | Eskilstuna Nézőszám: 1300 Játékvezetők: Sigurjónsson, Petursson (izlandiak) |

| 2011. november 26. 15:30 | Skjern Håndbold      | 33 – 21     | HC Dinamo-Poltava | Skjern Nézőszám: 1600 Játékvezetők: Daniel Accoto Martins, Roberto Accoto Martins (portugálok) |
| 2011. november 26. 15:30 | Klitgaard, Toudahl 8 | (14 – 7)    | Kumogorodsky 7    | Skjern Nézőszám: 1600 Játékvezetők: Daniel Accoto Martins, Roberto Accoto Martins (portugálok) |
| 2011. november 26. 15:30 | 4× 2×                | Jegyzőkönyv | 4× 2×             | Skjern Nézőszám: 1600 Játékvezetők: Daniel Accoto Martins, Roberto Accoto Martins (portugálok) |

| 2011. december 3. 18:00 | HC Dinamo-Poltav | 26 – 21     | Skjern Håndbold       | Poltava Nézőszám: 450 Játékvezetők: Mitrevski, Todorovski (macedónok) |
| 2011. december 3. 18:00 | Peskov 7         | (13 – 13)   | Jakobsen, Klitgaard 4 | Poltava Nézőszám: 450 Játékvezetők: Mitrevski, Todorovski (macedónok) |
| 2011. december 3. 18:00 | 4× 2× 1×         | Jegyzőkönyv | 3× 3×                 | Poltava Nézőszám: 450 Játékvezetők: Mitrevski, Todorovski (macedónok) |

| 2011. november 27. 18:00 | RK Crvena Zvezda | 28 – 25     | FC Porto Vitalis | Belgrád Nézőszám: 650 Játékvezetők: Kavulic (szlovák), Skruzny (cseh) |
| 2011. november 27. 18:00 | Nadoveza 8       | (12 – 14)   | Spinola 7        | Belgrád Nézőszám: 650 Játékvezetők: Kavulic (szlovák), Skruzny (cseh) |
| 2011. november 27. 18:00 | 3× 3×            | Jegyzőkönyv | 4× 3× 1×         | Belgrád Nézőszám: 650 Játékvezetők: Kavulic (szlovák), Skruzny (cseh) |

| 2011. december 3. 17:00 | FC Porto Vitalis | 31 – 21     | RK Crvena Zvezda | Porto Nézőszám: 1250 Játékvezetők: Mandak, Rudinsky (szlovákok) |
| 2011. december 3. 17:00 | Costa 5          | (15 – 12)   | Nadoveza 8       | Porto Nézőszám: 1250 Játékvezetők: Mandak, Rudinsky (szlovákok) |
| 2011. december 3. 17:00 | 4× 3×            | Jegyzőkönyv | 6× 3×            | Porto Nézőszám: 1250 Játékvezetők: Mandak, Rudinsky (szlovákok) |

| 2011. november 26. 16:00 | SZKIF Krasznodar | 27 – 23     | Maccabi Srugo Rishon Lezion | Krasznodar Nézőszám: 600 Játékvezetők: Sirbu, Suponicov (moldávok) |
| 2011. november 26. 16:00 | Drjapocsko 8     | (11 – 14)   | Neeman 6                    | Krasznodar Nézőszám: 600 Játékvezetők: Sirbu, Suponicov (moldávok) |
| 2011. november 26. 16:00 | 1× 3×            | Jegyzőkönyv | 5× 3×                       | Krasznodar Nézőszám: 600 Játékvezetők: Sirbu, Suponicov (moldávok) |

| 2011. december 3. 17:00 | Maccabi Srugo Rishon Lezion | 35 – 29     | SZKIF Krasznodar | Rishion Le Zion Nézőszám: 800 Játékvezetők: Dzaferópulosz, Bétman (görögök) |
| 2011. december 3. 17:00 | Filip 7                     | (17 – 13)   | Drjapocsko 14    | Rishion Le Zion Nézőszám: 800 Játékvezetők: Dzaferópulosz, Bétman (görögök) |
| 2011. december 3. 17:00 | 8× 3×                       | Jegyzőkönyv | 4× 3×            | Rishion Le Zion Nézőszám: 800 Játékvezetők: Dzaferópulosz, Bétman (görögök) |

| 2011. november 26. 19:00 | RK Nexe Nasice | 31 – 19     | Beşiktaş JK | Nasice Nézőszám: 1000 Játékvezetők: Novikov, Perepilitsy (ukránok) |
| 2011. november 26. 19:00 | Markotić 9     | (12 – 8)    | Ladyko 4    | Nasice Nézőszám: 1000 Játékvezetők: Novikov, Perepilitsy (ukránok) |
| 2011. november 26. 19:00 | 2× 3×          | Jegyzőkönyv | 3× 2×       | Nasice Nézőszám: 1000 Játékvezetők: Novikov, Perepilitsy (ukránok) |

| 2011. december 3. 17:00 | Beşiktaş JK   | 29 – 29     | RK Nexe Nasice | Isztambul Nézőszám: 650 Játékvezetők: Andorka, Hucker (magyarok) |
| 2011. december 3. 17:00 | Büyük, Döne 6 | (14 – 15)   | Lelić 7        | Isztambul Nézőszám: 650 Játékvezetők: Andorka, Hucker (magyarok) |
| 2011. december 3. 17:00 | 3× 3×         | Jegyzőkönyv | 2× 2×          | Isztambul Nézőszám: 650 Játékvezetők: Andorka, Hucker (magyarok) |

| 2011. november 27. 18:00 | Tatabánya Carbonex KC | 26 – 28     | Frisch Auf Göppingen | Tatabánya Nézőszám: 650 Játékvezetők: Malasinskas, Grigalionis (litvánok) |
| 2011. november 27. 18:00 | Pásztor 5             | (13 – 11)   | Thiede 7             | Tatabánya Nézőszám: 650 Játékvezetők: Malasinskas, Grigalionis (litvánok) |
| 2011. november 27. 18:00 | 3× 3×                 | Jegyzőkönyv | 4× 2×                | Tatabánya Nézőszám: 650 Játékvezetők: Malasinskas, Grigalionis (litvánok) |

| 2011. december 3. 19:30 | Frisch Auf Göppingen | 34 – 25     | Tatabánya Carbonex KC | Göppingen Nézőszám: 2800 Játékvezetők: Lopez, Ramirez (spanyolok) |
| 2011. december 3. 19:30 | Thiede 8             | (19 – 14)   | Rédei 6               | Göppingen Nézőszám: 2800 Játékvezetők: Lopez, Ramirez (spanyolok) |
| 2011. december 3. 19:30 | 5× 3×                | Jegyzőkönyv | 3× 3×                 | Göppingen Nézőszám: 2800 Játékvezetők: Lopez, Ramirez (spanyolok) |

| 2011. november 26. 20:00 | Dunkerque HB Grand Littoral | 30 – 21     | Balatonfüredi KSE | Dunkerque Nézőszám: 1700 Játékvezetők: Kleven, Ramberg (norvégok) |
| 2011. november 26. 20:00 | Nagy 5                      | (16 – 9)    | Zdolik 5          | Dunkerque Nézőszám: 1700 Játékvezetők: Kleven, Ramberg (norvégok) |
| 2011. november 26. 20:00 | 3× 3×                       | Jegyzőkönyv | 3× 3×             | Dunkerque Nézőszám: 1700 Játékvezetők: Kleven, Ramberg (norvégok) |

| 2011. december 4. 18:15 | Balatonfüredi KSE | 27 – 26     | Dunkerque HB Grand Littoral | Balatonfüred Nézőszám: 600 Játékvezetők: Brkic, Jusufhodzic (osztrákok) |
| 2011. december 4. 18:15 | Sandrk 8          | (16 – 13)   | Causse 6                    | Balatonfüred Nézőszám: 600 Játékvezetők: Brkic, Jusufhodzic (osztrákok) |
| 2011. december 4. 18:15 | 1× 3×             | Jegyzőkönyv | 1× 3×                       | Balatonfüred Nézőszám: 600 Játékvezetők: Brkic, Jusufhodzic (osztrákok) |

| 2011. november 26. 19:00 | Bregenz Handball | 26 – 27     | Fraikin BM. Granollers | Bregenz Nézőszám: 900 Játékvezetők: Leandersson, Lindroos (finnek) |
| 2011. november 26. 19:00 | Mayer 8          | (12 – 13)   | Resina Forns 6         | Bregenz Nézőszám: 900 Játékvezetők: Leandersson, Lindroos (finnek) |
| 2011. november 26. 19:00 | 3× 3×            | Jegyzőkönyv | 3× 3×                  | Bregenz Nézőszám: 900 Játékvezetők: Leandersson, Lindroos (finnek) |

| 2011. december 4. 12:30 | Fraikin BM. Granollers   | 33 – 25     | Bregenz Handball | Granollers Nézőszám: 1700 Játékvezetők: Stark, Stefan (románok) |
| 2011. december 4. 12:30 | Malasinskas, Sole Sala 6 | (16 – 14)   | Podvršič 8       | Granollers Nézőszám: 1700 Játékvezetők: Stark, Stefan (románok) |
| 2011. december 4. 12:30 | 1× 3×                    | Jegyzőkönyv | 5× 3×            | Granollers Nézőszám: 1700 Játékvezetők: Stark, Stefan (románok) |

| 2011. december 3. 18:00 | Székelyudvarhelyi KC | 39 – 28     | Haslum HK | Székelyudvarhely Nézőszám: 1200 Játékvezetők: Aliyev, Aghakishiyev (azeriek) |
| 2011. december 3. 18:00 | Mihalcea 8           | (21 – 21)   | Koren 6   | Székelyudvarhely Nézőszám: 1200 Játékvezetők: Aliyev, Aghakishiyev (azeriek) |
| 2011. december 3. 18:00 | 3× 3×                | Jegyzőkönyv | 2× 3×     | Székelyudvarhely Nézőszám: 1200 Játékvezetők: Aliyev, Aghakishiyev (azeriek) |

| 2011. december 4. 18:00 | Haslum HK  | 33 – 33     | Székelyudvarhelyi KC | Székelyudvarhely Nézőszám: 1200 Játékvezetők: Aliyev, Aghakishiyev (azeriek) |
| 2011. december 4. 18:00 | Tønnesen 8 | (19 – 17)   | Tálas 7              | Székelyudvarhely Nézőszám: 1200 Játékvezetők: Aliyev, Aghakishiyev (azeriek) |
| 2011. december 4. 18:00 | 1× 3×      | Jegyzőkönyv | 4× 3×                | Székelyudvarhely Nézőszám: 1200 Játékvezetők: Aliyev, Aghakishiyev (azeriek) |

| 2011. november 26. 16:00 | SC Magdeburg | 48 – 24     | HC Izvidac | Dessau Nézőszám: 1250 Játékvezetők: Yudchyts, Kot (fehéroroszok) |
| 2011. november 26. 16:00 | Rojewski 9   | (24 – 12)   | Matić 6    | Dessau Nézőszám: 1250 Játékvezetők: Yudchyts, Kot (fehéroroszok) |
| 2011. november 26. 16:00 | 4× 3×        | Jegyzőkönyv | 6× 3×      | Dessau Nézőszám: 1250 Játékvezetők: Yudchyts, Kot (fehéroroszok) |

| 2011. december 3. 19:00 | HC Izvidac | 27 – 28     | SC Magdeburg  | Ljubuski Nézőszám: 1000 Játékvezetők: Bashev, Kosztov (bolgárok) |
| 2011. december 3. 19:00 | Burić 6    | (13 – 16)   | Grafenhorst 5 | Ljubuski Nézőszám: 1000 Játékvezetők: Bashev, Kosztov (bolgárok) |
| 2011. december 3. 19:00 | 1× 3×      | Jegyzőkönyv | 3× 3×         | Ljubuski Nézőszám: 1000 Játékvezetők: Bashev, Kosztov (bolgárok) |

| 2011. november 27. 17:00 | Fimleikafélag Hafnarfjarðar | 20 – 29     | Saint Raphael Var Handball | Hafnarfjörður Nézőszám: 550 Játékvezetők: Fleisch, Rieber (németek) |
| 2011. november 27. 17:00 | Gústafsson 5                | (9 – 14)    | Caucheteux 8               | Hafnarfjörður Nézőszám: 550 Játékvezetők: Fleisch, Rieber (németek) |
| 2011. november 27. 17:00 | 2× 3×                       | Jegyzőkönyv | 3× 3×                      | Hafnarfjörður Nézőszám: 550 Játékvezetők: Fleisch, Rieber (németek) |

| 2011. december 4. 16:00 | Saint Raphael Var Handball | 35 – 26     | Fimleikafélag Hafnarfjarðar | Saint Raphael Nézőszám: 1250 Játékvezetők: Dobrovits, Tájok (magyarok) |
| 2011. december 4. 16:00 | Krakowski 7                | (16 – 15)   | Gústafsson 8                | Saint Raphael Nézőszám: 1250 Játékvezetők: Dobrovits, Tájok (magyarok) |
| 2011. december 4. 16:00 | 6× 3×                      | Jegyzőkönyv | 7× 3× 1×                    | Saint Raphael Nézőszám: 1250 Játékvezetők: Dobrovits, Tájok (magyarok) |

| 2011. november 26. 19:00 | Rhein-Neckar Löwen | 42 – 30     | OCI Lions | Mannheim Nézőszám: 1250 Játékvezetők: Bernet, Wick (svájciak) |
| 2011. november 26. 19:00 | Schmid 8           | (21 – 9)    | Mullens 9 | Mannheim Nézőszám: 1250 Játékvezetők: Bernet, Wick (svájciak) |
| 2011. november 26. 19:00 | 3×                 | Jegyzőkönyv | 7× 3×     | Mannheim Nézőszám: 1250 Játékvezetők: Bernet, Wick (svájciak) |

| 2011. december 3. 16:30 | OCI Lions | 27 – 38     | Rhein-Neckar Löwen | Geleen Nézőszám: 1300 Játékvezetők: Santos, Fonseca (portugálok) |
| 2011. december 3. 16:30 | Miricki 7 | (11 – 20)   | Gensheimer 12      | Geleen Nézőszám: 1300 Játékvezetők: Santos, Fonseca (portugálok) |
| 2011. december 3. 16:30 | 3× 3×     | Jegyzőkönyv | 5× 2×              | Geleen Nézőszám: 1300 Játékvezetők: Santos, Fonseca (portugálok) |

| 2011. november 26. 19:00 | RK Gorenje Velenje | 33 – 23     | Cuatro Rayas Valladolid | Velenje Nézőszám: 1000 Játékvezetők: Herczeg, Südi (magyarok) |
| 2011. november 26. 19:00 | Melić 10           | (18 – 11)   | Joli 5                  | Velenje Nézőszám: 1000 Játékvezetők: Herczeg, Südi (magyarok) |
| 2011. november 26. 19:00 | 8× 3× 1×           | Jegyzőkönyv | 4× 2×                   | Velenje Nézőszám: 1000 Játékvezetők: Herczeg, Südi (magyarok) |

| 2011. december 3. 20:00 | Cuatro Rayas Valladolid | 35 – 27     | RK Gorenje Velenje | Valladolid Nézőszám: 3200 Játékvezetők: Mäkinen, Jonsson (svédek) |
| 2011. december 3. 20:00 | Joli 9                  | (17 – 13)   | Musa 6             | Valladolid Nézőszám: 3200 Játékvezetők: Mäkinen, Jonsson (svédek) |
| 2011. december 3. 20:00 | 5× 3×                   | Jegyzőkönyv | 7× 2×              | Valladolid Nézőszám: 3200 Játékvezetők: Mäkinen, Jonsson (svédek) |

## Legjobb 16

### Részt vevő csapatok
| Klub                       | Nemzetiség |
| -------------------------- | ---------- |
| FC Porto Vitalis           | POR        |
| Saint Raphael Var Handball | FRA        |
| Dinama Minszk              | BLR        |
| Fraikin BM.Granollers      | ESP        |
| Tatran Prešov              | SVK        |
| Nordsjælland Håndbold      | DEN        |
| Eskilstuna Guif            | SWE        |
| Rhein-Neckar Löwen         | GER        |

| Klub                        | Nemzetiség |
| --------------------------- | ---------- |
| Skjern Håndbold             | DEN        |
| Dunkerque HB Grand Littoral | FRA        |
| SC Magdeburg                | GER        |
| RK Nexe Nasice              | CRO        |
| RK Gorenje Velenje          | SLO        |
| Maccabi Srugo Rishon Lezion | ISR        |
| Frisch Auf Göppingen        | GER        |
| Székelyudvarhelyi KC        | ROM        |

## Eredmények
| 1. csapat            | Össz. | 2. csapat                   | 1. mérk. | 2. mérk. |
| -------------------- | ----- | --------------------------- | -------- | -------- |
| FC Porto Vitalis     | 52–55 | Saint Raphael Var Handball  | 28–26    | 24-29    |
| Dinama Minszk        | 60–54 | Fraikin BM. Granollers      | 35–27    | 25-27    |
| Tatran Prešov        | 59–43 | Nordsjælland Håndbold       | 30–20    | 29-23    |
| Eskilstuna Guif      | 70–74 | Rhein-Neckar Löwen          | 34–35    | 36-39    |
| Skjern Håndbold      | 46–48 | Dunkerque HB Grand Littoral | 28–24    | 18-24    |
| SC Magdeburg         | 54–53 | RK Nexe Nasice              | 33–31    | 21-22    |
| RK Gorenje Velenje   | 72–54 | Maccabi Srugo Rishon Lezion | 40–24    | 32-30    |
| Frisch Auf Göppingen | 58–50 | Székelyudvarhelyi KC        | 31–20    | 27-30    |

| 2012. február 11. 17:00 | FC Porto Vitalis | 28 – 26     | Saint Raphael Vra Handball | Porto Nézőszám: 1200 Játékvezetők: Baranowski, Lemanowicz (lengyelek) |
| 2012. február 11. 17:00 | Spinola 7        | (15 – 16)   | Caucheteux 8               | Porto Nézőszám: 1200 Játékvezetők: Baranowski, Lemanowicz (lengyelek) |
| 2012. február 11. 17:00 | 5× 3×            | Jegyzőkönyv | 8× 3×                      | Porto Nézőszám: 1200 Játékvezetők: Baranowski, Lemanowicz (lengyelek) |

| 2012. február 18. 20:00 | Saint Raphael Vra Handball | 29 – 24     | FC Porto Vitalis | Saint Raphael Nézőszám: 1800 Játékvezetők: Stenrand, Birch (dánok) |
| 2012. február 18. 20:00 | Juříček 6                  | (13 – 15)   | Moreira 6        | Saint Raphael Nézőszám: 1800 Játékvezetők: Stenrand, Birch (dánok) |
| 2012. február 18. 20:00 | 4× 3×                      | Jegyzőkönyv | 4× 3× 1×         | Saint Raphael Nézőszám: 1800 Játékvezetők: Stenrand, Birch (dánok) |

| 2012. február 12. 17:00 | Dinama Minszk | 35 – 27     | Fraikin BM. Granollers | Minszk Nézőszám: 450 Játékvezetők: Herczeg, Südi (magyarok) |
| 2012. február 12. 17:00 | Rutenka 8     | (17 – 14)   | Felez Reyes 5          | Minszk Nézőszám: 450 Játékvezetők: Herczeg, Südi (magyarok) |
| 2012. február 12. 17:00 | 4× 2×         | Jegyzőkönyv | 3× 3×                  | Minszk Nézőszám: 450 Játékvezetők: Herczeg, Südi (magyarok) |

| 2012. február 19. 12:30 | Fraikin BM. Granollers | 27 – 25     | Dinama Minszk | Granollers Nézőszám: 2200 Játékvezetők: Schaller, Wutzler (németek) |
| 2012. február 19. 12:30 | Malasinskas 7          | (13 – 12)   | Atman 6       | Granollers Nézőszám: 2200 Játékvezetők: Schaller, Wutzler (németek) |
| 2012. február 19. 12:30 | 2× 3×                  | Jegyzőkönyv | 3× 2×         | Granollers Nézőszám: 2200 Játékvezetők: Schaller, Wutzler (németek) |

| 2012. február 11. 18:00 | Tatran Prešov | 30 – 20     | Nordsjælland Håndbold | Eperjes Nézőszám: 3850 Játékvezetők: Daniel Accoto Martins, Roberto Accoto Martins (portugálok) |
| 2012. február 11. 18:00 | Krištopāns 7  | (16 – 15)   | Jørgensen 7           | Eperjes Nézőszám: 3850 Játékvezetők: Daniel Accoto Martins, Roberto Accoto Martins (portugálok) |
| 2012. február 11. 18:00 | 2× 2×         | Jegyzőkönyv | 3× 3×                 | Eperjes Nézőszám: 3850 Játékvezetők: Daniel Accoto Martins, Roberto Accoto Martins (portugálok) |

| 2012. február 12. 18:00 | Nordsjælland Håndbold | 23 – 29     | Tatran Prešov | Eperjes Nézőszám: 3400 Játékvezetők: Daniel Accoto Martins, Roberto Accoto Martins (portugálok) |
| 2012. február 12. 18:00 | Stelfeldt Skov 4      | (9 – 16)    | Antl 7        | Eperjes Nézőszám: 3400 Játékvezetők: Daniel Accoto Martins, Roberto Accoto Martins (portugálok) |
| 2012. február 12. 18:00 | 5× 2× 1×              | Jegyzőkönyv | 5× 2×         | Eperjes Nézőszám: 3400 Játékvezetők: Daniel Accoto Martins, Roberto Accoto Martins (portugálok) |

| 2012. február 11. 17:00 | Eskilstuna Guif | 34 – 35     | Rhein-Neckar Löwen | Eskilstuna Nézőszám: 1950 Játékvezetők: Pandzić, Mosorinski (szerbek) |
| 2012. február 11. 17:00 | Aren 10         | (19 – 17)   | Myrhol 12          | Eskilstuna Nézőszám: 1950 Játékvezetők: Pandzić, Mosorinski (szerbek) |
| 2012. február 11. 17:00 | 4× 3×           | Jegyzőkönyv | 3× 3×              | Eskilstuna Nézőszám: 1950 Játékvezetők: Pandzić, Mosorinski (szerbek) |

| 2012. február 18. 19:00 | Rhein-Neckar Löwen | 39 – 36     | Eskilstuna Guif | Mannheim Nézőszám: 1600 Játékvezetők: Lah, Sok (szlovénok) |
| 2012. február 18. 19:00 | Gensheimer 9       | (15 – 15)   | Zachrisson 10   | Mannheim Nézőszám: 1600 Játékvezetők: Lah, Sok (szlovénok) |
| 2012. február 18. 19:00 | 5× 3× 1×           | Jegyzőkönyv | 4× 3×           | Mannheim Nézőszám: 1600 Játékvezetők: Lah, Sok (szlovénok) |

| 2012. február 12. 16:30 | Skjern Håndbold | 28 – 24     | Dunkerque HB Grand Littoral | Skjern Nézőszám: 2000 Játékvezetők: Fleisch, Rieber (németek) |
| 2012. február 12. 16:30 | Jensen 7        | (14 – 12)   | Butto 7                     | Skjern Nézőszám: 2000 Játékvezetők: Fleisch, Rieber (németek) |
| 2012. február 12. 16:30 | 4× 3×           | Jegyzőkönyv | 8× 3×                       | Skjern Nézőszám: 2000 Játékvezetők: Fleisch, Rieber (németek) |

| 2012. február 18. 20:00 | Dunkerque HB Grand Littoral | 24 – 18     | Skjern Håndbold | Dunkerque Nézőszám: 2200 Játékvezetők: Hakansson, Nilsson (svédek) |
| 2012. február 18. 20:00 | Butto 7                     | (12 – 11)   | Rasmussen 7     | Dunkerque Nézőszám: 2200 Játékvezetők: Hakansson, Nilsson (svédek) |
| 2012. február 18. 20:00 | 6× 3×                       | Jegyzőkönyv | 6× 3×           | Dunkerque Nézőszám: 2200 Játékvezetők: Hakansson, Nilsson (svédek) |

| 2012. február 11. 15:00 | SC Magdeburg | 33 – 31     | RK Nexe Nasice | Magdeburg Nézőszám: 2600 Játékvezetők: Rutkovskis, Dzerve (lettek) |
| 2012. február 11. 15:00 | Tønnesen 7   | (17 – 13)   | Lelić 6        | Magdeburg Nézőszám: 2600 Játékvezetők: Rutkovskis, Dzerve (lettek) |
| 2012. február 11. 15:00 | 3× 2×        | Jegyzőkönyv | 2× 2×          | Magdeburg Nézőszám: 2600 Játékvezetők: Rutkovskis, Dzerve (lettek) |

| 2012. február 18. 19:00 | RK Nexe Nasice     | 22 – 21     | SC Magdeburg | Nasice Nézőszám: 28 Játékvezetők: Dzaferópulosz, Bétman (görögök) |
| 2012. február 18. 19:00 | Etter, Slišković 4 | (10 – 6)    | Jurecki 7    | Nasice Nézőszám: 28 Játékvezetők: Dzaferópulosz, Bétman (görögök) |
| 2012. február 18. 19:00 | 3× 3×              | Jegyzőkönyv | 2× 3×        | Nasice Nézőszám: 28 Játékvezetők: Dzaferópulosz, Bétman (görögök) |

| 2012. február 11. 19:00 | RK Gorenje Velenje | 40 – 24     | Maccabi Srugo Rishon Lezion | Slovenj Gradec Nézőszám: 600 Játékvezetők: Haszkísz, Cákonasz (görögök) |
| 2012. február 11. 19:00 | Manojlović 10      | (19 – 9)    | Filip, Rosental 8           | Slovenj Gradec Nézőszám: 600 Játékvezetők: Haszkísz, Cákonasz (görögök) |
| 2012. február 11. 19:00 | 6× 3×              | Jegyzőkönyv | 3× 4×                       | Slovenj Gradec Nézőszám: 600 Játékvezetők: Haszkísz, Cákonasz (görögök) |

| 2012. február 18. 19:00 | Maccabi Srugo Rishon Lezion | 30 – 32     | RK Gorenje Velenje | Rishion Le Zion Nézőszám: 700 Játékvezetők: Harabagiu, Stanescu (románok) |
| 2012. február 18. 19:00 | Filip 7                     | (12 – 18)   | Manojlović 7       | Rishion Le Zion Nézőszám: 700 Játékvezetők: Harabagiu, Stanescu (románok) |
| 2012. február 18. 19:00 | 3× 3× 1×                    | Jegyzőkönyv | 4× 2×              | Rishion Le Zion Nézőszám: 700 Játékvezetők: Harabagiu, Stanescu (románok) |

| 2012. február 11. 19:30 | Frisch Auf Göppingen | 31 – 20     | Székelyudvarhelyi KC | Göppingen Nézőszám: 3650 Játékvezetők: Cacador, Nicolau (portugálok) |
| 2012. február 11. 19:30 | Rnić 9               | (13 – 8)    | Kuzmanovski 5        | Göppingen Nézőszám: 3650 Játékvezetők: Cacador, Nicolau (portugálok) |
| 2012. február 11. 19:30 | 6× 2×                | Jegyzőkönyv | 6× 3× 1×             | Göppingen Nézőszám: 3650 Játékvezetők: Cacador, Nicolau (portugálok) |

| 2012. február 18. 17:30 | Székelyudvarhelyi KC | 30 – 27     | Frisch Auf Göppingen | Székelyudvarhely Nézőszám: 1200 Játékvezetők: Dobrovits, Tájok (magyarok) |
| 2012. február 18. 17:30 | Rusia 10             | (15 – 17)   | Horák 9              | Székelyudvarhely Nézőszám: 1200 Játékvezetők: Dobrovits, Tájok (magyarok) |
| 2012. február 18. 17:30 | 3× 3×                | Jegyzőkönyv | 6× 3× 1×             | Székelyudvarhely Nézőszám: 1200 Játékvezetők: Dobrovits, Tájok (magyarok) |

## Negyeddöntők

### Részt vevő csapatok
| Klub                        | Nemzetiség |
| --------------------------- | ---------- |
| Dinama Minszk               | BLR        |
| Dunkerque HB Grand Littoral | FRA        |
| Saint Raphael Var Handball  | FRA        |
| Frisch Auf Göppingen        | GER        |
| Rhein-Neckar Löwen          | GER        |
| SC Magdeburg                | GER        |
| RK Gorenje Velenje          | SLO        |
| Tatran Prešov               | SVK        |

## Eredmények
| 1. csapat                  | Össz. | 2. csapat                   | 1. mérk. | 2. mérk. |
| -------------------------- | ----- | --------------------------- | -------- | -------- |
| Dinama Minszk              | 54–57 | Frisch Auf Göppingen        | 27–23    | 27-34    |
| RK Gorenje Velenje         | 54–57 | Rhein-Neckar Löwen          | 25–27    | 29-30    |
| Tatran Prešov              | 51–55 | SC Magdeburg                | 29–29    | 22-26    |
| Saint Raphael Var Handball | 60–64 | Dunkerque HB Grand Littoral | 23–31    | 37-33    |

| 2012. március 18. 17:00 | Dinama Minszk | 27 – 23     | Frisch Auf Göppingen | Minszk Nézőszám: 3000 Játékvezetők: Hansen, Pettersen (norvégok) |
| 2012. március 18. 17:00 | Onufrjienko 8 | (13 – 11)   | Horák 7              | Minszk Nézőszám: 3000 Játékvezetők: Hansen, Pettersen (norvégok) |
| 2012. március 18. 17:00 | 7× 3×         | Jegyzőkönyv | 5× 3×                | Minszk Nézőszám: 3000 Játékvezetők: Hansen, Pettersen (norvégok) |

| 2012. március 24. 19:30 | Frisch Auf Göppingen | 34 – 27     | Dinama Minszk | Göppingen Nézőszám: 3800 Játékvezetők: Eliasson, Gudjónsson (izlandiak) |
| 2012. március 24. 19:30 | Lobedank 9           | (18 – 13)   | Atman 7       | Göppingen Nézőszám: 3800 Játékvezetők: Eliasson, Gudjónsson (izlandiak) |
| 2012. március 24. 19:30 | 3× 3×                | Jegyzőkönyv | 5× 3×         | Göppingen Nézőszám: 3800 Játékvezetők: Eliasson, Gudjónsson (izlandiak) |

| 2012. március 17. 19:00 | RK Gorenje Velenje    | 25 – 27     | Rhein-Neckar Löwen   | Velenje Nézőszám: 1500 Játékvezetők: Stoļarovs, Līcis (lettek) |
| 2012. március 17. 19:00 | Dolenec, Manojlović 6 | (13 – 14)   | Gensheimer, Müller 5 | Velenje Nézőszám: 1500 Játékvezetők: Stoļarovs, Līcis (lettek) |
| 2012. március 17. 19:00 | 4× 2× 1×              | Jegyzőkönyv | 5× 2×                | Velenje Nézőszám: 1500 Játékvezetők: Stoļarovs, Līcis (lettek) |

| 2012. március 24. 19:00 | Rhein-Neckar Löwen   | 30 – 29     | RK Gorenje Velenje | Mannheim Nézőszám: 1600 Játékvezetők: Malasinskas, Grigalionis (litvánok) |
| 2012. március 24. 19:00 | Gensheimer, Schmid 7 | (14 – 15)   | Dolenec 7          | Mannheim Nézőszám: 1600 Játékvezetők: Malasinskas, Grigalionis (litvánok) |
| 2012. március 24. 19:00 | 5× 3×                | Jegyzőkönyv | 6× 3× 1×           | Mannheim Nézőszám: 1600 Játékvezetők: Malasinskas, Grigalionis (litvánok) |

| 2012. március 17. 18:00 | Tatran Prešov    | 29 – 29     | SC Magdeburg  | Eperjes Nézőszám: 4000 Játékvezetők: Buy, Pichon (franciák) |
| 2012. március 17. 18:00 | Antl, Radčenko 6 | (13 – 9)    | Grafenhorst 9 | Eperjes Nézőszám: 4000 Játékvezetők: Buy, Pichon (franciák) |
| 2012. március 17. 18:00 | 4× 3×            | Jegyzőkönyv | 5× 2× 1×      | Eperjes Nézőszám: 4000 Játékvezetők: Buy, Pichon (franciák) |

| 2012. március 24. 15:00 | SC Magdeburg      | 26 – 22     | Tatran Prešov | Magdeburg Nézőszám: 3100 Játékvezetők: Dinu, Din (románok) |
| 2012. március 24. 15:00 | Tönnesen, Weber 5 | (15 – 10)   | Kristopans 9  | Magdeburg Nézőszám: 3100 Játékvezetők: Dinu, Din (románok) |
| 2012. március 24. 15:00 | 1× 3× 1×          | Jegyzőkönyv | 2× 3×         | Magdeburg Nézőszám: 3100 Játékvezetők: Dinu, Din (románok) |

| 2012. március 17. 20:00 | Saint Raphael Var Handball | 23 – 31     | Dunkerque HB Grand Littoral | Saint Raphael Nézőszám: 1600 Játékvezetők: Kékes, Kékes (magyarok) |
| 2012. március 17. 20:00 | Stehlic 7                  | (12 – 17)   | Butto 7                     | Saint Raphael Nézőszám: 1600 Játékvezetők: Kékes, Kékes (magyarok) |
| 2012. március 17. 20:00 | 5× 2×                      | Jegyzőkönyv | 8× 2×                       | Saint Raphael Nézőszám: 1600 Játékvezetők: Kékes, Kékes (magyarok) |

| 2012. március 25. 17:00 | Dunkerque HB Grand Littoral | 33 – 37     | Saint Raphael Var Handball | Dunkerque Nézőszám: 2200 Játékvezetők: Cohen, Peretz (izraeliek) |
| 2012. március 25. 17:00 | Butto 7                     | (17 – 20)   | Fortuneanu 12              | Dunkerque Nézőszám: 2200 Játékvezetők: Cohen, Peretz (izraeliek) |
| 2012. március 25. 17:00 | 8× 3×                       | Jegyzőkönyv | 7× 2×                      | Dunkerque Nézőszám: 2200 Játékvezetők: Cohen, Peretz (izraeliek) |

## Elődöntők

### Részt vevő csapatok
| Klub                        | Nemzetiség |
| --------------------------- | ---------- |
| Rhein-Neckar Löwen          | GER        |
| Frisch Auf Göppingen        | GER        |
| SC Magdeburg                | GER        |
| Dunkerque HB Grand Littoral | FRA        |

## Eredmények
| 1. csapat          | Össz. | 2. csapat                   | 1. mérk. | 2. mérk. |
| ------------------ | ----- | --------------------------- | -------- | -------- |
| Rhein-Neckar Löwen | 62–65 | Frisch Auf Göppingen        | 33–32    | 29–33    |
| SC Magdeburg       | 47–48 | Dunkerque HB Grand Littoral | 25–30    | 22–18    |

| 2012. április 21. 19:30 | Rhein-Neckar Löwen | 33 – 32     | Frisch Auf Göppingen | Mannheim Nézőszám: 6500 Játékvezetők: Lorente, Serradilla (spanyolok) |
| 2012. április 21. 19:30 | Myrhol 7           | (15 – 13)   | Rnić 8               | Mannheim Nézőszám: 6500 Játékvezetők: Lorente, Serradilla (spanyolok) |
| 2012. április 21. 19:30 | 5× 3×              | Jegyzőkönyv | 8× 3×                | Mannheim Nézőszám: 6500 Játékvezetők: Lorente, Serradilla (spanyolok) |

| 2012. április 27. 19:30 | Frisch Auf Göppingen | 33 – 29     | Rhein-Neckar Löwen | Göppingen Nézőszám: 5100 Játékvezetők: Nikolić, Stojković (szerbek) |
| 2012. április 27. 19:30 | Horák 10             | (16 – 13)   | Müller 7           | Göppingen Nézőszám: 5100 Játékvezetők: Nikolić, Stojković (szerbek) |
| 2012. április 27. 19:30 | 6× 3×                | Jegyzőkönyv | 7× 3×              | Göppingen Nézőszám: 5100 Játékvezetők: Nikolić, Stojković (szerbek) |

| 2012. április 22. 17:00 | SC Magdeburg | 25 – 30     | Dunkerque HB Grand Littoral | Magdeburg Nézőszám: 4300 Játékvezetők: Horáček, Novotny (csehek) |
| 2012. április 22. 17:00 | Rojewski 8   | (9 – 13)    | Bosquet 8                   | Magdeburg Nézőszám: 4300 Játékvezetők: Horáček, Novotny (csehek) |
| 2012. április 22. 17:00 | 5× 3×        | Jegyzőkönyv | 6× 3×                       | Magdeburg Nézőszám: 4300 Játékvezetők: Horáček, Novotny (csehek) |

| 2012. április 29. 17:00 | Dunkerque HB Grand Littoral | 18 – 22     | SC Magdeburg | Dunkerque Nézőszám: 2500 Játékvezetők: Leifsson , Pálsson (izlandiak) |
| 2012. április 29. 17:00 | Afgour, Bosquet, Butto 4    | (9 – 10)    | Weber 7      | Dunkerque Nézőszám: 2500 Játékvezetők: Leifsson , Pálsson (izlandiak) |
| 2012. április 29. 17:00 | 3× 3×                       | Jegyzőkönyv | 6× 3×        | Dunkerque Nézőszám: 2500 Játékvezetők: Leifsson , Pálsson (izlandiak) |

## Döntő

### Részt vevő csapatok
| Klub                        | Nemzetiség |
| --------------------------- | ---------- |
| Dunkerque HB Grand Littoral | FRA        |
| Frisch Auf Göppingen        | GER        |

## Eredmények
| 1. csapat                   | Össz. | 2. csapat            | 1. mérk. | 2. mérk. |
| --------------------------- | ----- | -------------------- | -------- | -------- |
| Dunkerque HB Grand Littoral | 54–60 | Frisch Auf Göppingen | 26–26    | 28–34    |

| 2012. május 19. 17:45 | Dunkerque HB Grand Littoral | 26 – 26     | Frisch Auf Göppingen | Dunkerque Nézőszám: 2500 Játékvezetők: Mazeika, Gatelis (litvánok) |
| 2012. május 19. 17:45 | Nagy 6                      | (13 – 15)   | Rnić 7               | Dunkerque Nézőszám: 2500 Játékvezetők: Mazeika, Gatelis (litvánok) |
| 2012. május 19. 17:45 | 3× 3×                       | Jegyzőkönyv | 4× 3×                | Dunkerque Nézőszám: 2500 Játékvezetők: Mazeika, Gatelis (litvánok) |

| 2012. május 24. 19:00 | Frisch Auf Göppingen | 34 – 28     | Dunkerque HB Grand Littoral | Göppingen Nézőszám: 5600 Játékvezetők: Dinu, Din (románok) |
| 2012. május 24. 19:00 | Horák, Rnić 7        | (15 – 14)   | Butto 10                    | Göppingen Nézőszám: 5600 Játékvezetők: Dinu, Din (románok) |
| 2012. május 24. 19:00 | 9× 3× 1×             | Jegyzőkönyv | 4× 3×                       | Göppingen Nézőszám: 5600 Játékvezetők: Dinu, Din (románok) |

## Győztes
| A 2011–2012-es férfi kézilabda EHF-kupa győztese |
| ------------------------------------------------ |
| Frisch Auf Göppingen 2. cím                      |